# ABS-2
ABS-2 (другое наименование - ST 3, Koreasat 8, а также Condosat 2)  — геостационарный спутник связи, принадлежащий бермудскому спутниковому оператору, компании Asia Broadcast Satellite. Предназначен для предоставления телекоммуникационных услуг для Южной и Юго-Восточной Азии, Африки, Среднего Востока и России.
Спутник расположен на орбитальной позиции 75° восточной долготы по соседству со спутником ABS-2A.
Запущен 6 февраля 2014 года ракетой-носителем Ariane 5 ECA вместе со спутником Athena-Fidus.

## Аппарат
Построен на базе космической платформы SSL_1300 американской компанией Space Systems/Loral и оснащён 32 транспондерами C-диапазона, 51 транспондером Ku-диапазона, а также шестью транспондерами Ka-диапазона.

## История
17 июня 2009 года компания Asia Broadcast Satellite объявила, о том что ABS-2 будет создан компанией Space Systems/Loral, запуск которого первоначально был запланирован на 2012 год.
Из-за задержек в финансировании контракт был подписан только 14 октября 2010 года, что отодвинуло срок запуска на 2013 год.
В итоге запуск спутника был запланирован на 23 января 2014 года, однако необходимость замены неуказанного оборудования в пусковой установке ещё больше задержала его.
Запуск спутника ABS-2 осуществлён 6 февраля 2014 года с помощью ракеты-носителя Ariane 5 ECA с Космодрома Куру (Французская Гвиана)
26 июля 2014 года на спутнике произошёл технический сбой, в результате чего вышли из строя 4 транспондера Ku-диапазона.